# Sas Andor
Sas Andor, született Spitzer Andor (Budapest, 1887. január 22. – Pozsony, 1962. augusztus 23.) történész, irodalomtörténész, tanár, egyetemi docens.

## Élete
Budapesten született Spitzer Lipót vasúti hivatalnok és Grünfeld Júlia (1862–1925) gyermekeként. Az egyetemet Budapesten végezte, ahol Babits Mihály, Juhász Gyula, Balázs Béla mellett tagja volt a Négyesy-szemináriumnak, majd Németországban tanult. A Hatvany család nevelője volt.
1919-ben a Tanácsköztársaság idején Budapesten főiskolai tanárrá nevezték ki, emiatt később nem kapott állami munkahelyet. Rövid ideig Bécsben élt, majd 1920-ban Csehszlovákiában telepedett le. Előbb Munkácson a kereskedelmi akadémián, majd 1932-től Pozsonyban volt tanítóképzői, 1939-től magyar gimnáziumi tanár. Tagja volt a Galilei Körnek, a Csehszlovák ĺrószövetségnek és egyik alapítója a Csehszlovákiai Magyar Tudományos, Irodalmi és Művészeti Társaságnak. 1939–1945 között bujkálni kényszerült.
Az 1920–30-as években történeti tanulmányokat, gazdaságtörténeti dolgozatokat publikált. 1948 után elsősorban ismeretterjesztéssel foglalkozott. 1950-től haláláig a pozsonyi Pedagógiai Főiskola, majd a Comenius Egyetem magyar tanszékének vezetője.
Cikkei az Athenaeumban, az Egyetemes Philologiai Közlönyben, a Huszadik Században, a Nyugatban, a Századunkban, a Magyar Figyelőben, a Magyar Újságban, 1948 után elsősorban az Új Szóban, a Fáklyában, a Szabad Földművesben és az Irodalmi Szemlében jelentek meg. Emlékét elsősorban tanítványai és pályatársai Turczel Lajos, Szalatnai Rezső és Szeberényi Zoltán ápolják.
Sírja a pozsonyi csalogányvölgyi temető XIV. parcellájában van.

## Művei
- Hölderlin Frigyes; Franklin Ny., Bp., 1909
- Szabadalmas Munkács város levéltára. 1376–1850. A régi városi archívum történetének, anyagának és csoportosítási rendjének ismertetése; Grünstein Ny., Munkács, 1927
- Beregi szálfák útja Munkácstól Danzigig. A munkácsi uradalom exportvállalkozása a napoleoni háborúk idején 1796–1803; Grünstein Ny., Mukačevo-Munkács, 1928
- Egy magyar nagybirtok történetéhez. A Schönborn-uralom a 18. században; Századunk, Bp., 1931 (A "Századunk" könyvtára)
- 1937 Riedl Szende hídverési kísérlete a cseh és magyar szellemiség között a Bach-korszak Prágájában 1854–1860
- 1953 Történelmi és irodalmi tanulmányok. Pozsony
- 1954 Balassi Bálint. Fáklya IV/12, 7-10.
- Magyar humoristák. Petőfi Sándor, Jókai Mór és mások vidám írásai. Gyűjtemény; sajtó alá rend., bev. Sas Andor; Csehszlovákiai Magyar Kiadó, Bratislava, 1955
- Egy kárpáti latifundium a hűbéri világ alkonyán. A munkácsi Schönborn-uradalom társadalmi és gazdasági viszonyai a XIX. század első felében; Magyar Kiadó, Bratislava, 1955
- A koronázó város. A bécsi kongresszustól a nagy márciusig. 1818–1848; Gondolat, Bp., 1973
- 1991 A szlovákiai zsidók üldözése (1939–1945); inː Irodalmi Szemle, 34/6, 565-576.
- A szlovákiai zsidók üldözése. 1939-1945; szöveggond., szerk. Csanda Gábor; Kalligram, Pozsony, 1993
- Pozsony, az egykori koronázó város. A bécsi kongresszustól a nagy márciusig, 1815–1848; szöveggond., képvál., szerk. Kövesdi János; 2. bőv. kiad.; Pannónia, Pozsony, 1995
- A pozsonyi zsidóság 18. és 19. századi jog- és gazdaságtörténetéhez. 2005, Fórum Társadalomtudományi Szemle 7/4, 269-284.

T. G. Masaryk, Edvard Beneš és Kamil Krofta műveit fordította magyarra.

## Külső hivatkozások
- A (cseh)szlovákiai magyarok lexikona 1918-tól[halott link]
- Új Szó 2002. augusztus 23.[halott link]
- Duba Gyula: Emlékezzünk régiekről (tanulmány Sas Andorról, Egri Viktorról és Csanda Sándorról). Irodalmi Szemle 2012